# Марек Яцковський
Ма́рек Но́рберт Яцко́вський (пол. Marek Norbert Jackowski; 11 грудня 1946, Старий Ольштин — 18 травня 2013, Сан Марко, Кастеллабате, Італія) — польський музикант, гітарист, композитор, лідер легендарного польського поп-рок гурту Maanam.

### Біографія
За фахом Марек Яцковський був філологом — закінчив курс англійської філології в Ягелонському університеті в Кракові. Починав навчання в університеті міста Лодзь. Не зважаючи на те, що Марек не мав жодної музичної освіти й гру на гітарі освоїв самостійно, група Імпульси, яка супроводжувала студентські вечори відпочинку в одному з гуртожитків університету Лодзі, запросила його до свого складу. За два роки з 1965 по 1967 група  стала його власним проектом під назвою Vox Gentis. Спочатку гурт був квінтетом, що грав блюз-рок, а потім —  дуетом електрогітар Марек Яцковскі — Збігнев Франковський. В 1968 році завдяки певному збігу обставин і власному щастю гурту вдалось виступити в легендарному краківському Льоху під Баранами. В результаті — на останньому році навчання з університету міста Лодзі Марек перевівся до Ягелонського університету і почав тісну співпрацю з культовим майданчиком для виступів рокових і джазових музикантів, яким був на той час і яким є й досі краківський клуб Льох під Баранами. 
З 1969 по 1971 роки грав у гурті Anawa, з яким записав альбоми Marek Grechuta & Anawa (1970) i Korowód(1971). Потім з 1971 по 1975 роки співпрацював з групою Osjan.
В грудні 1975 року в Кракові разом Міло Куртісом Марек Яцковський заснував гурт Маанам, беззмінним лідером якого він залишався до остаточного розпаду групи у 2008 році. По багатьох персональних змінах склад групи устаткувався в 1979 р. і гурт вдало дебютував як рок-група. Яцковський став гітаристом і основним автором музики, а його дружина (1971—1984 Ко́ра (Ольга Островска) — беззмінною вокалісткою та авторкою текстів пісень гурту. Надзвичайна популярність групи, Ко́ра як ікона польського року 80-х років, хіти гурту, що регулярно окуповували найвищі місця в чартах — все це призвело до того, що Маанам став однією з найважливіших формацій в історії польської рок-музики.
На піку своєї популярності Маанам щодня давав по два концерти в одному місті, залишаючи собі п'ять вихідних на місяць. Такий напружений гастрольний графік викликав у Марка проблеми зі здоров'ям, в результаті чого в 1988 році гурт припинив свою діяльність. В 1991 році група поновлює свою діяльність і Яцковський знову стає її лідером аж до остаточного розпаду гурту у 2008 році.

Крім 11 студійних та 2 концертних альбомів Марек Яцковський записав три сольних альбоми — No1 (1994), Fale Dunaju (1995) та виданий вже після смерті музиканта іменний альбом Marek Jackowski (2013). Єдиною піснею в складі Маанаму, яку співав сам Марек Яцковський і яка увійшла до класики польського року, була Oprócz błękitnego nieba [Архівовано 10 серпня 2020 у Wayback Machine.], записана ще у далекому 1979 р. Також ця пісня поруч з оновленою її версією «Oprócz… (wersja '94) [Архівовано 22 квітня 2019 у Wayback Machine.]» була на сольному альбомі Марка  No1.
Лиси мають нори, птахи мають гнізда, а артисти мають готелі…

#### Родина
Одружувався Марек Яцковський тричі — з 1971 по 1984 р. його дружиною була Ольга (Кора) Островська, з 1991 по 1994 р. — Катажина Крупич, а з 1994 р. музикант був чоловіком Еви Яцковської. Двадцять п'ять років Марек Яцковський прожив у Закопаному. З 2007 року він, разом з третьою дружиною Евою та трьома дочками — Б'янкою, Паломою та Сонею, переїхав до Сан Марко ді Кастеллабате в італійську провінцію Салерно під Неаполем.

#### Друзі про Марка
У 2010 році разом з Янушем «Яніною» Іваньським Марек Яцковський записав альбом The Goodboys.
Часом від колег музикантів я чув питання: «Яніно, з ким ти граєш? Адже він є таким собі гітаристом». На що я їм відказував: «Таким собі? Та ти зіграй дві ноти так як вміє Марек!». Ми виходили на сцену, він брав два акорди й то вже був правильний початок, наче розпал великого музичного багаття. То власне він те багаття розпалював. Коли якийсь час ми грали концерти без Марка, тоді як він ногу зламав, чи пізніше, коли його вже взагалі не було, того вогню не було кому розпалити. І то, на жаль, було чути.
Гітарист Ришард Олесінський, також відомий по своїй співпраці з ідолом польського блюз-року Тадеушем Налепою, грав у Маанамі з 1979 по 1986 роки та з 1991 по 2003 роки. Отже, брав участь в записі найзнаковіших альбомів групи. Згадуючи Марка Яцковського, Олесінський наголошує, що з Марком працювалося винятково комфортно і те, що він не був віртуозом жодного значення не мало.
|  | У грі Марка не про те йшлося. Йшлося про свободу. Він давав всім музикантам величезну свободу творчості. Головним композитором був він, але кожному, з ким співпрацював, дозволяв вкласти щось від себе — чи то соло якесь, чи вступ, чи якусь гармонію. Марек грав на гітарі акордами і робив він це чудово. Вигадував акорди й мелодії, був безумовним композитором всього. Завжди, коли думаю про Марка, мені тепліє в серці, — зізнається Анна Вишконі. — Він мав у собі дуже багато емпатії й добра, з величезною повагою ставився до кожної людини, яку зустрів на своєму шляху. Миттєво руйнував мури, що ймовірно могли б між ним та іншою людиною з'явитися. |

#### Останній концерт
З 2011 по 2013 музикант як запрошений гітарист з групою Plateau виступав з концертами рекламного туру їхнього четвертого альбому Projekt Grechuta. І свій останній концерт Марек Яцковскі зіграв з цією групою. Відбулося то у Вроцлаві 17 березня 2013 року. Вокаліст групи досконало пам'ятає свою останню розмову з Марком під час сніданку в готелі. — Ми домовлялися про черговий концерт, який мали б зіграти разом в культовому краківському Льоху під Баранами. Концерт відбувся, але вже без Марка — дата його проведення була призначена рівно за тиждень після його смерті. Для нас то був перший концерт в Льоху, а для Марка він мав би бути першим по тридцятирічній перерві. Ми вагалися, грати, чи ні, але все ж вийшли на сцену і присвятили свій виступ Маркові.
Замість виходу на біс музиканти вирішили пустити фонограму записаної разом з Марком версії пісні Марка Грехути «Pomarańcze i mandarynki». — Звукорежисер натиснув «play» і десь посередині пісня раптом обірвалась. Люди в залі, мабуть, подумали, що то було зроблено навмисно, насправді ж ми не мали з тим нічого спільного — апаратура вимкнулась сама. То було таке символічне прощання з Марком…

#### Смерть
Помер Марек Яцковскі 18 травня 2013 року від інфаркту. Останнім його дописом у фейсбуку були слова: «Дорогі друзі й дописувачі! Якщо я не відписую, значить працюю в студії. Всі свої борги поверну щойно знайду вільну хвилину. Тимчасом бажаю всім лю́бої та теплої суботи й неділі.»
Маанам – то 30 років. Радянський Союз перестав існувати, впала Берлінська стіна, Папа Римський був поляком, були польські лауреати Нобелівської премії і всі ті тридцять років був Маанам…
19 травня 2013 року Марка Яцковського було поховано в Італії, але його вдова Ева разом з доньками вирішили, що краще його прах перевезти до Польщі. Перепоховання відбулося 14 серпня 2015 року в Закопаному — в місті, з яким музикант був пов'язаний найдовше.
Після похорону відбувся концерт, присвячений пам'яті Марка Яцковського, за участі його друзів та музикантів, з якими він співпрацював протягом своєї понад тридцятирічної творчої діяльності. Серед інших виступили Анна Вишконі, Малгожата Островська, Пйотр Цуговський, Януш «Яніна» Іваньський, Марек Радулі, а також дочка Б'янка Яцковська, яка єдина з родини пішла по батьковій стежці й стала музикантом.

### Сольна дискографія
Детальну дискографію гурту Маанам можна подивитися на їхній сторінці в розділі Дискографія або на сторінці Dyskografia Maanamu
| Рік  | Лейбл                         | Назва           |
| ---- | ----------------------------- | --------------- |
| 1994 | Kamiling Co./Pomaton EMI      | No1             |
| 1995 | Pomaton EMI                   | Fale Dunaju     |
| 2013 | Digital Works/Universal Music | Marek Jackowski |

### Марек Яцковскі на YouTube
- Марек Яцковскі — всі твори з сольних альбомів.
- Марек Яцковскі — всі твори Маанам. [Архівовано 17 січня 2020 у Wayback Machine.]